# Viels-Maisons
Viels-Maisons je francouzská obec v departementu Aisne v regionu Hauts-de-France. V roce 2011 zde žilo 1 063 obyvatel.

## Sousední obce
L'Épine-aux-Bois, La Chapelle-sur-Chézy, Montfaucon, Nogent-l'Artaud, Rozoy-Bellevalle, Vendières, Verdelot (Seine-et-Marne)

## Vývoj počtu obyvatel
Počet obyvatel 